# Painkiller (album của Judas Priest)
Painkiller là album phòng thu thứ mười hai của ban nhạc heavy metal người Anh Judas Priest, được phát hành ngày 14 tháng 9 năm 1990. Đây là album cuối của Judas Priest có sự tham gia của ca sĩ chính lâu năm Rob Halford, trước khi anh trở lại nhóm ở album Angel of Retribution (2005); và là album đầu tiên có sự góp mặt của tay trống Scott Travis.

## Thu âm
Painkiller là album đầu tiên của Judas Priest có sự tham gia của tay trống Scott Travis thay thế cho tay trống gắn bó lâu năm Dave Holland vào năm 1989. Trước đây Travis từng là thành viên của ban nhạc Los Angeles Racer X; với tần suất sử dụng double kick dày đặc, Travis mang đến cho Judas Priest sắc thái âm thanh mới và nặng hơn. Painkiller được miêu tả là nhạc phẩm heavy metal và speed metal (do cường độ âm thanh tương đối dữ dội trong tác phẩm).
Album được thu âm tại Miraval Studios, Brignoles, Pháp vào đầu năm 1990 và tiến hành trộn âm tại Wisseloord Studios, Hilversum, Hà Lan sau đó một năm. Tác phẩm do ban nhạc và Chris Tsangarides phối hợp sản xuất, đánh dấu lần đầu tiên kể từ album Killing Machine (1978), Judas Priest mới ngưng làm việc với Tom Allom và lần đầu tiên kể từ Sad Wings of Destiny (1976), Judas Priest và Tsangarides mới cộng tác cùng nhau.
Don Airey được mời đảm nhận vị trí đánh keyboard trong bài "A Touch of Evil". Trong cuộc phỏng vấn vào năm 2020, Airey tiết lộ ông đã nhân đôi đa số phần bass trong album bằng cây đàn synthesizer Minimoog, để album có được thứ âm bass đặc sắc.

## Phát hành
Mặc cho nhóm đã hoàn thành album vào tháng 3 năm 1990, lịch phát hành album bị trì hoãn do vụ xét xử thông điệp kích thích tiềm thức tốn nhiều giấy mực của báo chí, bắt đầu vào ngày 16 tháng 7 năm 1990. Ban nhạc là đối tượng bị kiện dân sự với cáo buộc các sản phẩm thu âm của họ phải chịu trách nhiệm cho việc hai cậu bé tìm đến tự sát ở Reno, Nevada vào ngày 23 tháng 12 năm 1985. Sau cùng vụ kiện bị bãi bỏ vào ngày 24 tháng 8 năm 1990. Sau khi kết thúc vụ kiện, cuối cùng ban nhạc đã phát hành album vào ngày 14 tháng 9 năm 1990 trên LP, cassette và CD.
Album đã nhận được chứng chỉ Vàng của RIAA vào tháng 1 năm 1991. Đĩa CD đã qua đợt tái hậu kỳ được phát hành vào tháng 5 năm 2001, gồm bản thu trực tiếp bài "Leather Rebel" và bài hát chưa từng phát hành trước đó là "Living Bad Dreams". Album nhận được đề cử Grammy cho Trình diễn metal xuất sắc nhất tại lễ trao giải Grammy lần thứ 33, để thất cử trước bản cover bài hát "Stone Cold Crazy" của Queen do Metallica thể hiện.

## Đón nhận
| Đánh giá chuyên môn           | Đánh giá chuyên môn |
| Nguồn đánh giá                | Nguồn đánh giá      |
| Nguồn                         | Đánh giá            |
| ----------------------------- | ------------------- |
| AllMusic                      | [ 6 ]               |
| The Rolling Stone Album Guide | [ 7 ]               |
| Sputnikmusic                  | 5/5                 |
| Record Collector              | [ 9 ]               |
| The Great Rock Discography    | 8/10                |
| Select                        | [ 11 ]              |
| Encyclopedia of Popular Music | [ 12 ]              |

Phản ứng của giới chuyên môn với Painkiller đa số là tích cực, đặc biệt từ cộng đồng nhạc metal. Steve Huey của Allmusic khen ngợi album bằng bình luận rằng đây là một trong những album hay nhất của Judas Priest trong nhiều năm, và "vòng xoáy bộ gõ rền vang và (mang âm thanh sắc lẹm) của Travis thắp ngọn lửa ngay tức thì dưới mông các thành viên. Glenn Tipton và K.K. Downing dùng tốc độ xé toạc một câu riff một cách tàn khốc và hiểm độc, còn Rob Halford bắt đầu gào thét như một gã phù thủy độc địa, mang đến màn thể hiện có lẽ là tỏa ra âm thanh hiểm ác nhất sự nghiệp của anh. Đây là phát ngôn sửng sốt về mục đích âm nhạc dường như chẳng biết xuất hiện từ đâu, báo trước màn tái xuất có thể sánh với George Foreman." Mikesn của Sputnikmusic chấm album 5/5, nhận xét: "Painkiller chứa đầy những câu riff và lead khó phai từ Glenn và K.K. Một trong những khoảnh khắc tuyệt nhất của album đến từ những câu riff dữ dội kết hợp với giọng hát rền rĩ của Halford. Các bài hát trong Painkiller rất giàu năng lượng từ đầu tới cuối, và dường như từng thành viên đều thể hiện ăn khớp với nhau." Trên metal-archives.com, album nhận số điểm trung bình 92% dựa trên 26 bài đánh giá.
Đa phần các bài trong album được trình bày trực tiếp trong Painkiller World Tour, riêng bài tiêu đề nằm trong số những tiết mục chủ chốt của ban nhạc. "Hell Patrol", "All Guns Blazing", "A Touch of Evil", "Night Crawler" và "Between the Hammer and the Anvil" đều được tái bổ sung vào danh sách tiết mục ở những tour sau, còn "Metal Meltdown" và "Leather Rebel" thì bị ngừng diễn chỉ sau vài tiết mục vào năm 1990. "One Shot at Glory" và phần intro bài "Battle Hymn" là những ca khúc duy nhất trong album chưa được thể hiện trực tiếp, cho đến tháng 8 năm 2021, khi chúng nằm trong danh sách tiết mục của Judas Priest tại nhạc hội Bloodstock Open Air.

## Chia tay Rob Halford
Sau tour diễn cho album này, ca sĩ Rob Halford rời ban nhạc vào tháng 5 năm 1992 và hiếm khi tiếp xúc với các đồng đội cũ xuất thập niên 1990. Lý do là trong nội bộ ban nhạc ngày càng gia tăng mâu thuẫn, cùng với khao khát khám phá những miền âm nhạc của Halford bằng cách lập ban nhạc mới của chính anh là Fight. Về mặt hợp đồng, Halford nhận được yêu cầu rời Judas Priest để cho phép tiêu thụ bất cứ sản phẩm nào của Fight. Judas Priest vẫn ngưng hoạt động trong nhiều năm sau ngày Halford ra đi. Tuy nhiên, sau cùng ban nhạc tái chắp vá, thu âm và đi tour, tuyển mộ được ca sĩ mới Tim "Ripper" Owens vào năm 1996. Tim đã biểu diễn trong các album phòng thu Jugulator và Demolition.

## Danh sách ca khúc
Tất cả các ca khúc được viết bởi Glenn Tipton, Rob Halford và K. K. Downing, trừ chỗ ghi chú.
| Mặt một | Mặt một            | Mặt một    |
| STT     | Nhan đề            | Thời lượng |
| ------- | ------------------ | ---------- |
| 1.      | "Painkiller"       | 6:06       |
| 2.      | "Hell Patrol"      | 3:35       |
| 3.      | "All Guns Blazing" | 3:56       |
| 4.      | "Leather Rebel"    | 3:34       |
| 5.      | "Metal Meltdown"   | 4:46       |

| Mặt hai | Mặt hai                                                         | Mặt hai    |
| STT     | Nhan đề                                                         | Thời lượng |
| ------- | --------------------------------------------------------------- | ---------- |
| 6.      | "Night Crawler"                                                 | 5:44       |
| 7.      | "Between the Hammer & the Anvil"                                | 4:47       |
| 8.      | "A Touch of Evil" (Tipton, Halford, Downing, Chris Tsangarides) | 5:42       |
| 9.      | "Battle Hymn" (instrumental)                                    | 0:56       |
| 10.     | "One Shot at Glory"                                             | 6:46       |

| Bài tặng kèm năm 2001 | Bài tặng kèm năm 2001                                                                            | Bài tặng kèm năm 2001 |
| STT                   | Nhan đề                                                                                          | Thời lượng            |
| --------------------- | ------------------------------------------------------------------------------------------------ | --------------------- |
| 11.                   | "Living Bad Dreams" (thu tại các buổi ghi nháp của Painkiller vào năm 1990)                      | 5:20                  |
| 12.                   | "Leather Rebel" (Trực tiếp tại Foundation's Forum, Los Angeles, California, 13 tháng 9 năm 1990) | 3:38                  |

## Xếp hạng
| Xếp hạng (1990)                              | Vị trí cao nhất |
| -------------------------------------------- | --------------- |
| Australian Albums (ARIA)                     | 60              |
| Album Áo (Ö3 Austria)                        | 22              |
| Canada Top Albums/CDs (RPM)                  | 29              |
| Finnish Albums (The Official Finnish Charts) | 15              |
| Album Đức (Offizielle Top 100)               | 7               |
| Japanese Albums (Oricon)                     | 13              |
| Album New Zealand (RMNZ)                     | 27              |
| Album Na Uy (VG-lista)                       | 19              |
| Album Thụy Điển (Sverigetopplistan)          | 19              |
| Album Thụy Sĩ (Schweizer Hitparade)          | 14              |
| Album Anh Quốc (OCC)                         | 26              |
| Album Hoa Kỳ Billboard 200                   | 26              |

## Chứng nhận
| Quốc gia                                  | Chứng nhận | Số đơn vị/doanh số chứng nhận |
| ----------------------------------------- | ---------- | ----------------------------- |
| Canada (Music Canada)                     | Vàng       | 50.000^                       |
| Nhật Bản (RIAJ) 1996 release              | Vàng       | 100.000^                      |
| Hoa Kỳ (RIAA)                             | Vàng       | 500.000^                      |
| ^ Chứng nhận dựa theo doanh số nhập hàng. |            |                               |